# Aleksandr Nevskij (film)
Aleksandr Nevskij (in russo Александр Невский?) è un film sovietico del 1938 diretto da Sergej Michajlovič Ėjzenštejn.
Il film è una ricostruzione storica e di propaganda antinazista in chiave epica. In quegli anni era in corso l'operazione restauratrice sia in sede politica sia nel campo delle arti, con la liquidazione di ogni avanguardia e introducendo i canoni del realismo socialista. Il culto della personalità di Stalin richiedeva supporti storico-culturali, e da ciò avvenne anche nel cinema il richiamo alla tradizione russa e ai valori nazionali. Il principe Nevskij è quindi l'eroe, al posto di quella massa popolare, onnipresente nei precedenti lavori di Ėjzenštejn. Al posto dell'urgenza espressiva, si va sostituendo una accresciuta ricercatezza formale.
Questo film rappresenta il ritorno di Ėjzenštejn alla regia cinematografica, dopo quasi dieci anni di lontananza dai trionfi e dalla mondanità. Ed infatti, in perfetta coerenza con l'ideologia stalinista e il realismo socialista, il film venne accolto con grande successo alla sua presentazione a Mosca il 1º dicembre 1938 (12 rulli, 3044 metri). Per questo film, nel febbraio 1939, Ėjzenštejn ricevette l'Ordine di Lenin. Il film venne rimosso dalla programmazione in seguito al patto tedesco-sovietico e poi ripresentato durante la guerra.
La colonna sonora fu appositamente composta da Prokof'ev per il film su richiesta dello stesso regista.

## Trama
Le gesta del principe Nevskij si svolgono intorno al 1240, durante il cosiddetto periodo di dispersione allorché, caduta Kiev, la Russia subisce ripetuti attacchi dai mongoli e conseguentemente si smembra. Intanto, sul fronte occidentale, preme un'altra minaccia: l'espansione germanica.
Ad appoggiare la spinta tedesca e a tutelare la sua minoranza si stabilisce in Livonia l'Ordine dei portaspada, cavalieri cattolici di nobile lignaggio, ex crociati, legati dal giuramento di fedeltà al papa di Roma e nemici irriducibili dei pagani slavi. Lituania, Polonia e Russia sono il loro territorio di caccia e di crimini spaventosi. Si congiungono poi con il potente Ordine teutonico dei Cavalieri della Croce, che esercita la propria autorità dalla Prussia a San Giovanni d'Acri, costituendo la più grande forza militare d'Europa.
Quando i Teutoni puntano su Novgorod, le città minacciate si rivolgono all'uomo considerato il maggior guerriero di Russia: il principe Aleksandr, detto Nevskij, del Granducato di Suzdalia. Questi, che era dedito ad opere di pace con i pescatori e i cacciatori degli innumerevoli laghi della regione, raccoglie attorno a sé un'armata di cavalieri e contadini, e la guida verso le frontiere occidentali, salvando Novgorod dal saccheggio. Sul lago dei Ciudi dà prova della sua sapienza strategica sbaragliando d'astuzia le possenti armate dei Teutoni nella storica battaglia del lago ghiacciato.

## Analisi
Aleksandr Nevskij viene considerato dalla tradizione un eroe nazional-popolare che libera la terra russa dai Cavalieri Teutonici e dalla Chiesa di Roma. Anche riguardo a quest'ultima il regista fa una feroce critica, basandosi sui dogmi anticomunisti della stessa. In una delle scene iniziali, infatti (quella della presa della città di Pskov da parte dei Cavalieri Teutonici), si coglie subito la brutalità illegittima della Chiesa, la quale «in nome di Dio», e per profitti strettamente personali, è pronta ad accettare barbarie (come il rogo teutone nei confronti degli infanti della città di Pskov).
Il film nella seconda metà è fortemente scenografico per l'impatto immediato della battaglia sul lago ghiacciato dei Ciudi. La tattica a tenaglia del principe della superba Novgorod risulta vincente. Geniale e assolutamente ben resa la scena dello scioglimento del ghiaccio e del relativo inghiottimento del rimanente esercito dei Cavalieri Teutonici.
La scena dei festeggiamenti a Novgorod completa il film, in un'euforia fenomenale e allo stesso tempo in una sacra misericordia (nei confronti dei prigionieri) che consacra così l'intero lungometraggio. Celebre anche il discorso finale di Aleksandr, che invita chiunque a venire in Russia, purché lo faccia in pace e non con manie di conquista (chiara, ovviamente, l'allusione alla Germania nazista, che aveva tra i suoi cardini sia l'anticomunismo sia i progetti di espansione verso est).

## Riconoscimenti
Nel 1939 il National Board of Review of Motion Pictures l'ha inserito tra i migliori film stranieri dell'anno.